# Kanton Étupes
Kanton Étupes (francouzsky Canton d'Étupes) je francouzský kanton v departementu Doubs v regionu Franche-Comté. Tvoří ho osm obcí.

## Obce kantonu
- Allenjoie
- Badevel
- Brognard
- Dambenois
- Dampierre-les-Bois
- Étupes
- Exincourt
- Fesches-le-Châtel